# Laban (Kangkung)
Laban is een bestuurslaag in het regentschap Kendal van de provincie Midden-Java, Indonesië. Laban telt 1254 inwoners (volkstelling 2010).